# 小島卓雄

小島 卓雄（こじま たくお、1955年 - ）は日本の天文学者である。向井千秋記念こども科学館の館長を務めた。
山田坂雄の製作した望遠鏡を用いて、小惑星番号3774番の恵を始め、群馬県邑楽郡千代田町のYGCO千代田観測所において、1987年以降、多数の小惑星を発見した。数多くの彗星観測も行っており、1990年まではかつての天文雑誌「月刊天文」に彗星観測のコラムを執筆していた。
ほかに、小惑星による掩蔽の観測も行っている。
小惑星(3644) こじたくは小島の名前にちなんで命名された。

## 著書・執筆
- 『地球を狙う危険な天体』 - ISBN 978-4-7853-8606-1（裳華房、1994年8月）